# 小勇者們～卡美拉～
《小小勇者們～卡美拉～》是2006年上映，由松竹與角川映畫聯合製作的日本特攝電影，卡美拉系列電影的第十二部。該部劇情主為一部描寫兒童成長的家庭電影。宣傳標題為「卡美拉與男孩，男孩與卡美拉」（ガメラは少年のために。少年はガメラのために。） 

## 概述
本作為卡美拉誕生40週年紀念作品，也是自1999年的《卡美拉3 邪神覺醒》上映後七年首次製作的卡美拉系列電影。故事劇情主一部描寫父母與孩子之間的羈絆，以失去母親的男孩作為主角，藉由撫養小卡美拉所傳遞的友誼，以及主角的成長為故事核心。曾參與過假面騎士系列、超級戰隊系列等多部兒童特攝作品的田崎龍太被任命為導演，編劇則是由龍居由佳里擔任。這部作品也具有動物電影的一面，在拍攝主角與卡美拉的橋段，劇組則準備了一隻真正的苏卡达象龟飾演卡美拉，並添加了一些CG輔助拍攝。
《小小勇者們～卡美拉～》的票房收入為4.1億日元，在商業上遠不如由金子修介導演的平成三部曲系列。隨後相關公司發行了小說書籍，包括連續的卡美拉系列和原聲帶CD作為獎勵曲目。包括特別版在內的主DVD，於2006年10月26日發行。

## 故事

### 概要
1973年，一群卡歐斯和卡美拉在三重縣志摩市戰鬥，卡美拉為了阻止卡歐斯而自爆犧牲，目睹卡美拉死亡的人幾乎認為卡美拉保護了人類。在這些人當中包括了仍是少年的相澤孝介。
33年後的2006年，孝介的兒子相澤透在失去母親後，迎接了他人生的第一個暑假。透意外發現了緋島身上的紅光，找到一塊紅色的石頭和一顆蛋，該蛋隨即孵出來一隻小烏龜，透帶回了家裡，並給它取名為托托。
托托擁有漂浮在空中的能力，成長速度極快。住在隔壁的兒時玩伴麻衣懷疑托托是卡美拉，但徹則認為托托是指奇特的烏龜。喜歡透的托托沒幾天就長到一公尺，卻在有一天從透的面前消失了...

### 故事舞台

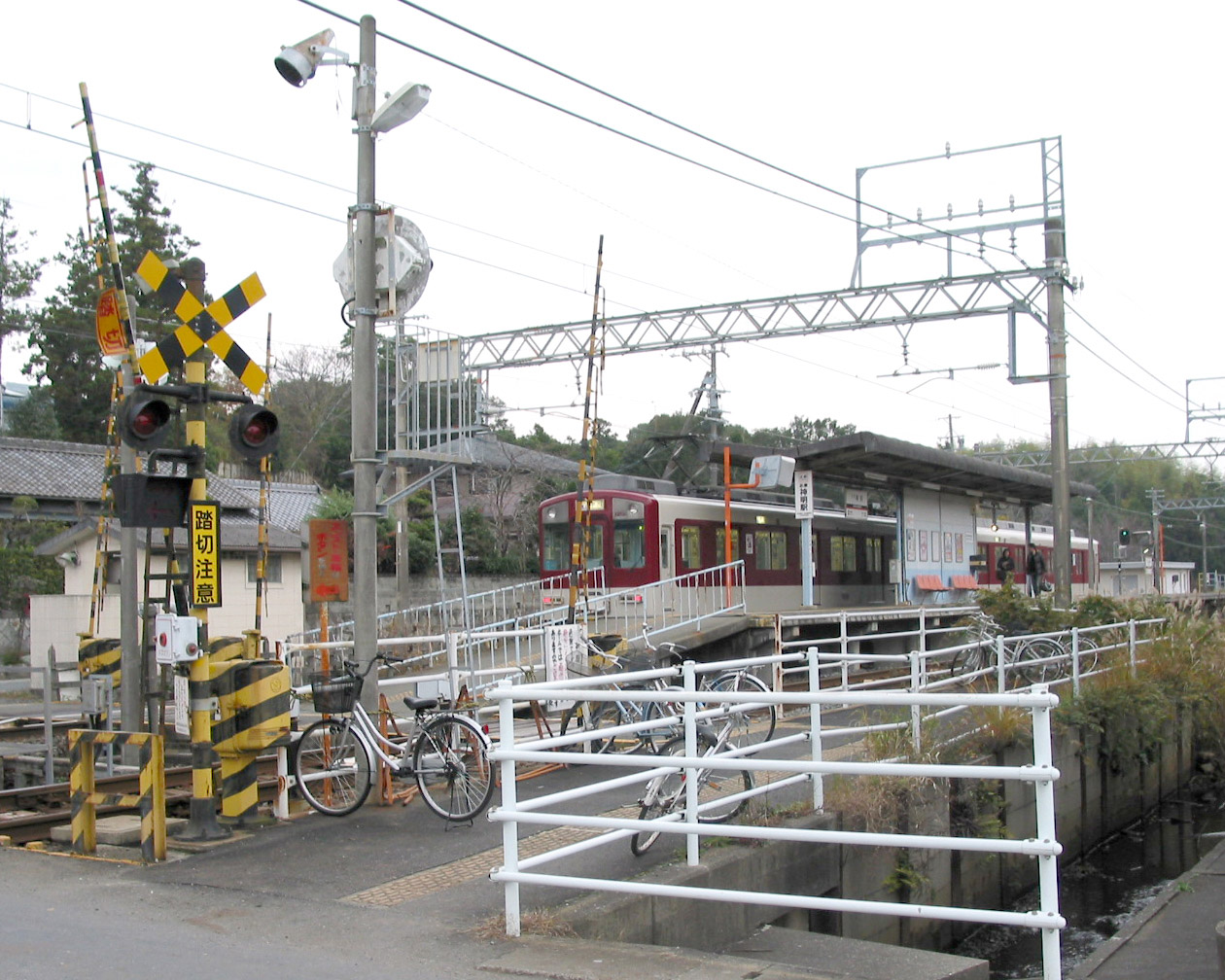
志摩神明駅

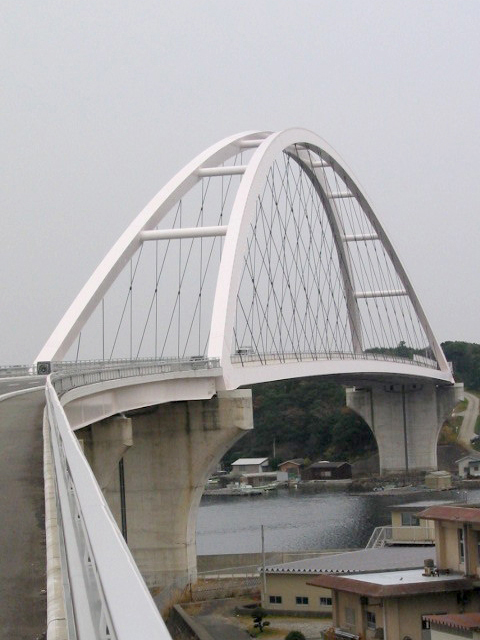
志摩大橋（志摩パールブリッジ）

這部作品的舞台大致分為兩個區域，上半場是三重縣志摩市，下半場為愛知縣名古屋市。使故事分為兩大階段，從融合起伏的海邊小鎮、再到以擁擠城市景觀為特色的的名古屋市。

### 人類與卡美拉的關係
在這部作品中，托托(卡美拉)是一個孩子的朋友。卡美拉與人類之間的關係在作品中沒有具體說明，人類方則表示過去曾被“卡美拉的自毀所拯救”。因此與以往的平成三部曲不同，人類從一開始就將卡美拉視為人類的盟友。通過簡化這種方式出現的角色和怪物之間的關係，並從孩子的角度進行描述，使得人類和卡美拉的成長故事，更易於讓孩子理解的形式呈現。

## 登場怪獸
- 卡美拉

先驅卡美拉 ( アヴァンガメラ ) 1973年出現的巨大烏龜怪獸，1973年出場時已經是老年個體， 身上佈滿了綠色血液的傷痕，瞇著眼亦是凶暴也是表示邁入老年的氛圍。四肢手臂上長有蘇卡達陸龜特徵的丁狀尖刺 以蘇卡達等陸生龜為設計原型，志摩之戰並不是先驅卡美拉與人類的第一次遭遇，加美拉的存在一直以來都被人們所熟知，已知最後一隻卡美拉與最後一批襲來的加歐斯一同自爆身亡。
- - 全長:55m
  - 體重:1200噸

托托  (トト)在緋島島嶼賞的蛋孵出的奇異烏龜，最終成長為了第二位卡美拉-(托托)  幼年體型以真實的蘇卡達陸龜但已經具有卡美拉所的噴火與旋轉飛行能力，青年體類似《卡美拉 大怪獸空中決戰》的外型。  從1公分左右的大小開始變大到一公尺，到被政府研究人員培育成50公尺大小。
- 体高：8m（志摩市出現時）／30m（名古屋出現時）
- 体長：10m（志摩市出現時）／50m（名古屋出現時）
- 体重：900噸（名古屋出現時）
- 甲長：29m（名古屋出現時）／甲短：22m（名古屋出現時）
- 加歐斯 ( ギャオス ) 侵襲伊勢志摩地區的翼龍型怪獸，以群體為主 ，能發射超音波刀光線的力量 ，且體內細胞有著將其他生物怪獸化的特殊效果。 外表為靛藍色。翅膀上有兩個爪子，還有分叉的舌頭，相較於之前系列的造型，翅膀的比例比例特別大，更適合飛行。 被卡美拉視為獵物對象的定位，甚至在電影中，它還啃噬了先驅卡美拉喉嚨和頸部部份的肉 ，最後被先驅卡美拉同時使用自爆終結了自己與加歐斯的生命。
  - 体高：30m
  - 体長：500t
  - 翼展：90m
  - 體重:1200噸
- 吉達斯( ジーダス )漂洋過海，擊沉沿途的漁船和其他船隻，捕食水手的巨大蜥蝪怪獸，外表充滿疣狀皮膚，還有形似褶傘蜥的彩色的傘狀褶邊。 性情極為殘忍，喜歡吃人肉，擁有堪比肉食恐龍類型的強大腿部力量，可以短距離從一個地方跳到另一個地方，並且可以遠達100多米，能巨大的力量吐射有力的舌頭，威力增強到不僅可以輕鬆刺穿鐵板，甚至刺穿了卡美拉(托托)的甲殼。 官方設定中，據說來自南方島嶼的某種爬蟲動物食用了吉奧斯的眼球後，因攝取了大量的加歐斯遺傳因子，背後瞬間就長出了棘刺....
  - 製作團隊透露，這個設計是故意做成東寶怪獸-圍巾恐龍吉拉斯-吉拉斯(ジラース)的，但也有其他元素，像是 艾默里奇版的哥吉拉。，以及巴魯貢、大怪獸巴朗、
  - 体高：30m（志摩市出現）／50m（名古屋出現時）
  - 体長：90m（志摩市出現時）／150m（名古屋出現時）
  - 体重：2000噸（名古屋出現時）
  - 舌長：100m（名古屋出現時）

## 演員
- 相澤透：富岡涼
- 西尾麻衣：夏帆
- 相澤孝介：津田寛治
- 西尾治：寺島進
- 西尾晴美：奥貫薫
- 石田勝：石川真吾
- 石田克也：成田翔吾
- 一木義光：田口智朗
- 雨宮宗一郎：石丸謙二郎
- 相澤美由紀：小林惠

## 製作人員
- 導演：田崎龍太（日语：田﨑竜太）
- 編劇：龍居由佳里
- 製作人：有重陽一、椋樹弘尚
- 线路制作人：飯塚信弘
- 音樂：上野洋子
- 特攝演出：金子功
- 主題歌：Mink（日语：Mink）《Eternal Love（日语：4 Love）》(avex／rhythm zone)
- 〈本編班〉
  - 撮影：鈴木一博
  - 照明：上妻敏厚
  - 録音：矢野正人
  - 美術：林田裕至
  - 編集：平澤政吾
  - 音響效果：柴崎憲治
  - 助監督：大野伸介、小林聖太郎、長尾楽、関谷崇、太田龍馬
  - 名古屋志愿者工作人员：喜井竜児、小木曽茂光、野々村愛、浜口憲嗣、林昌樹、戸田ふみ、兼松美奈、後藤真希、大橋裕美、井上加世、祖父江逸朗、中村有美、村瀬裕一、川幡平典、杉本大輔、田中貴祥、竹下昌良、増田光輝、竹内聖枝、北雅也、梶田味加、柴田恵、松永愛、水谷充裕
- 〈特攝班〉
  - 攝影：村川聰
  - 照明：白石宏明
  - 美術：春日佳行
  - 視覺效果：松本肇
  - 怪獣造形：原口智生
  - 助監督：松田康洋、佐野友秀、江利川深夜
  - 行动统筹：阿部光男
  - 操演：関山和昭
  - 卡美拉：佐々木俊宜（日语：佐々木俊宜）
  - 吉達斯：吉田瑞穂（日语：吉田瑞穂 (スーツアクター)）

## 外部連結
- 小さき勇者たち〜ガメラ〜（インターネットアーカイブ2010年3月31日分キャッシュ）
- がんばれ!! ガメ太郎 『小さき勇者たち〜ガメラ〜』公式ブログ，存于
- 映画『小さき勇者たち〜ガメラ』 （页面存档备份，存于）
All Aboutの爬虫類・両生類コーナー ケヅメリクガメ （页面存档备份，存于） の筆者が、特撮ファン、爬虫類・両生類ファン両方の視点から評論。トトガメラの着ぐるみが実際のカメを良く再現していること、生まれたてのガメラに卵嘴（らんし）があることにも言及。
- 小さき勇者たち〜ガメラ〜 - allcinema
- 小さき勇者たち〜ガメラ〜 - KINENOTE
- AllMovie上《Gamera the Brave》的资料（英文）
- 互联网电影数据库（IMDb）上《Gamera the Brave》的资料（英文）
- リトルヒーローズ-ガメラ- （页面存档备份，存于）-Japanese Movies （页面存档备份，存于）